# Yeomyeong-ui nundongja
Yeomyeong-ui nundongja (hangul: 여명의 눈동자) – południowokoreański serial telewizyjny emitowany na antenie MBC. Był emitowany od 7 października 1991 roku do 6 lutego 1992 roku, w środy i czwartki o 22:50, liczy 37 odcinków. Główne role odgrywają w nim Choi Jae-sung, Chae Shi-ra i Park Sang-won. Serial został wyreżyserowany przez Kim Jong-haka, ze scenariuszem Song Ji-na opartym na powieści o tym samym tytule autorstwa Kim Seong-jong (opublikowanej w 1981 roku). Akcja serialu odbywa się w czasach od japońskiego okresu kolonialnego do II wojny światowej, wyzwolenia Korei i wojny koreańskiej.
Z budżetem wynoszącym 7,2 miliarda wonów, zdjęciami w Chinach i na Filipinach, ponad 270 aktorami i 21 tys. statystów, Yeomyeong-ui nundongja był jednym z pierwszych koreańskich seriali, które zostały nakręcone w całości przed emisją, a także koreańską produkcją telewizyjną na największą skalę ówcześnie. Odcinek z 6 lutego 1992 roku osiągnął najwyższą oglądalność 58,4%, co czyni go dziewiątym serialem koreańskim z najwyższą oglądalnością.

## Obsada
- Choi Jae-sung jako Choi Dae-chi
- Chae Shi-ra jako Yoon Yeo-ok
- Park Sang-won jako Jang Ha-rim
- Choi Bool-am jako Yoon Hong-chul, ojciec Yeo-ok
- Park Geun-hyung jako Choi Du-il (Suzuki)
- Lee Jung-gil jako Kim Ki-mun
- Jang Hang-sun jako OOE Oh Jang
- Park In-hwan jako azeregowiec Gu Bo-da
- Im Hyun-sik jako Hwang Sung-chul
- Kim Heung-ki jako Daewi Mida Yoshinori
- Han Cha-dol jako Choi Dae-woon, syn Dae-chi i Yeo-ok
- Oh Yeon-soo jako Bong-soon
- Go Hyun-jung jako Ahn Myeong-ji
- Choi Hyun-mi jako Lee Kyeong-ae
- Shim Yang-hong jako prawnik Park Chang-seok
- Nam Sung-hoon jako Baek In-soo
- Lee Chang-hwan jako Rhee Syng-man
- Min Ji-hwan jako generał Shirō Ishii z Jednostki 731
- Kim Ki-joo jako generał Renya Mutaguchi
- Kim Du-sam jako japoński żołnierz
- Kim Dong-hyun jako Jang Kyung-rim, starszy brat Ha-rima
- Kim So-won jako matka Ha-rima i Kyung-rima
- Ahn Hye-sook jako żona Kyung-rima
- Cheon Woon jako generał Hwang
- Kim In-moon jako Lee Min-seob
- Gook Jeong-hwan jako Kim Deok-jae
- Shin Dong-hoon jako kapitan
- Park Yong-soo jako Lee Joo-hwan
- Byun Hee-bong jako Park Chun-geum
- Hong Sung-min jako Kwak Chun-bu
- Lee Won-jae jako Jo Gwi-mun
- Kim Young-ok jako staruszka Kim
- Kim Ji-young jako pani Ahn
- Choi Sang-hoon jako generał Kim
- Chung Jin jako Go Chang-dae
- Nam Po-dong jako Bu Tae-jong
- Yoo Seung-bong jako Kim Jeong-sik
- Lee Dae-ro jako Ahn Jae-hong
- Choi Myung-soo jako Jo Byung-ok
- Park Woong jako Noh Il-young
- Lee Hyo-jung jako Kim Ik-ryul
- Choi Byung-hak jako komisarz Moon
- Park Young-ji jako detektyw Oh
- Kim Young-seok jako policjant Song
- Park Se-joon jako porucznik Moon
- Jung Dong-hwan jako inspektor Kim Seung-won
- Jung Han-heon jako Nishihara
- Kim Hong-seok jako Oowaku
- Im Dae-ho jako Kenji
- Yoon Cheol-hyeong jako porucznik Tamura (Jednostka 731)
- Lee Hee-do jako szeregowy Ohara (Jednostka 731)
- Hong Soon-chang jako Isaki (Jednostka 731)
- Yoon Moon-sik jako Go-ga
- Jung Sung-mo jako Lee Sung-do
- Jung Ho-keun jako Kwon Dong-jin
- Jung Myung-hwan jako Kang Gyun
- Song Kyung-chul jako Park Il-guk, agent OSS
- Kim Joo-young jako Seo Kang-cheon
- Kim Hyun-joo jako Ga Jeuk-ko, kochanka Ha-rima
- Jeon Mi-seon jako Oh Soon-ae
- Lee Young-dal jako dziadek Soon-ae
- Kim Na-woon jako Mae-ran
- Kwak Jin-young jako Im Gap-saeng
- Jung Ok-seon jako żona pana Go
- Lee Sung-woong jako detektyw Yamada
- Maeng Sang-hoon jako Konno
- Lee Mi-kyung jako Hanako
- Kwon Eun-ah jako Min-hee
- Kim Gil-ho jako ojciec Ga Jeuk-ko
- Nam Young-jin jako Kwon Joong-gu
- Hwang Beom-sik jako Choi Sung-geun
- Im Moon-soo jako komunista
- Kim Ki-hyun jako Kim Ki-mun
- Noh Young-guk jako Kim Ho
- Han Suk-kyu jako młody mężczyzna z Seobuk
- Im Chang-jung jako Gil-soo
- Na Young-jin
- Hong Seong-seon
- Seo Young-ae
- Moon Mi-bong jako staruszka Kim
- Dennis Christine jako podpułkownik
- Han Eun-jin jako staruszka Geum
- Kim Yoon-hyeong jako generał Kim
- Park Young-tae jako Han Kyu-hee
- Kim Dong-wan jako chirurg Jednostki 731

- Han Tae-il jako japoński żołnierz
- Yoo Toong
- Lee Chi-woo jako Goon Jo
- Cha Jae-hong jako detektyw Kang
- Ahn Jin-soo jako Choi Cheon
- Kim Myung-soo jako Jong-hoon
- Park Kyung-hyun
- Hong Seung-ok jako żona Sung-chula
- Yoo Myung-soon jako matka Il-gooka
- Park Jong-seol jako japoński policjant
- Oh Seung-myung
- Hwang Yoon-geol
- Lee Byung-sik
- Kim Dong-hyun
- Shim Woo-chang
- Lee Seong-ho
- Cha Yoon-hee
- Park Hyeong-joon
- Gu Bo-seok

## Nagrody
| Rok  | Ceremonia                  | Nagroda                       | Nominowany             | Wynik   |
| ---- | -------------------------- | ----------------------------- | ---------------------- | ------- |
| 1991 | MBC Drama Awards           | Top Excellence Award, Actor   | Choi Jae-sung          | Wygrana |
| 1991 | MBC Drama Awards           | Top Excellence Award, Actress | Chae Shi-ra            | Wygrana |
| 1992 | Baeksang Arts Awards       | Technical Award               | Jo Su-hyeon            | Wygrana |
| 1992 | Baeksang Arts Awards       | Most Popular Actor (TV)       | Park Sang-won          | Wygrana |
| 1992 | Baeksang Arts Awards       | Best Actor (TV)               | Choi Jae-sung          | Wygrana |
| 1992 | Baeksang Arts Awards       | Best Actress (TV)             | Chae Shi-ra            | Wygrana |
| 1992 | Baeksang Arts Awards       | Best Director (TV)            | Kim Jong-hak           | Wygrana |
| 1992 | Baeksang Arts Awards       | Best Drama                    | Yeomyeong-ui nundongja | Wygrana |
| 1992 | Baeksang Arts Awards       | Grand Prize (Daesang) for TV  | Yeomyeong-ui nundongja | Wygrana |
| 1992 | Korean Broadcasting Awards | Best Drama                    | Yeomyeong-ui nundongja | Wygrana |